# Burnett (rzeka)
Burnett – rzeka w stanie Queensland w Australii. Wypływa z pasma górskiego Burnett Range na wysokości 484 m n.p.m. Uchodzi do Morza Koralowego w Burnett Heads. Jej długość wynosi 435 km. Powierzchnia zlewni: 33 210 km².
Nazwę rzece nadano w 1847 roku dla upamiętnienia Jamesa Charlesa Burnetta, geodety i odkrywcy, który zbadał dorzecze rzeki. Nazwę nadał ówczesny gubernator Nowej Południowej Walii, sir Charles Augustus Fitzroy.
Główne dopływy: Auburn, Barambah, Boyne, Three Moon Creek, Nogo.